# 多利納 (拉特涅區)
51°49′40″N 24°21′57″E / 51.82778°N 24.36583°E
多利納（烏克蘭語：Долина），是烏克蘭的村落，位於該國西部沃倫州，由科韋利區負責管轄，始建於1964年，面積0.69平方公里，海拔高度158米，2001年人口161，人口密度每平方公里233.67人。